# Алан Сили
Алан Сили (англ. Irwin Allan Sealy) — индийский писатель, наиболее известен своим романом The Everest Hotel: A Calendar, ставшим номинантом на Букеровскую премию 1998 

## Биография
Родился в городе Аллахабаде. Выпускник St. Stephen's College. Работает в Канаде, Новой Зеландии, США, Австралии.
Его дебютная работа The Trotter Nama (1988) рассказывает о семи поколениях англо-индийской семьи.
Последние несколько лет проживает в городе Дехрадун.

## Романы
- The Trotter-Nama: A Chronicle, (New York: Knopf, 1988; London: Penguin Books, 1990; New York: Viking Penguin, 1990) ISBN 0-14-010210-8.
- Hero: A Fable, (London: Secker and Warburg, 1991, 288pp) ISBN 0-436-44478-X.
- From Yukon to Yukatan: a Western Journey, (London: Secker & Warburg, 1994., 323pp) ISBN 0-436-44479-8.
- The Everest Hotel: A Calendar, (London: Doubleday, 1998, 331pp) ISBN 0-385-41033-6.
- The Brainfever Bird, (London: Picador, 2003, 320pp) ISBN 0-330-41143-8.
- Red: An Alphabet (London: Picador, 2006, 343pp) ISBN 0-330-41147-0.